# رسالة إلى شاعر شاب
رسالة إلى شاعر شاب هي رواية رسائلية من تأليف فرجينيا وولف، كتبتها عام 1932 إلى جون ليمان، تشرح فيها وجهات نظرها حول الشعر الحديث.

## تاريخ
في عام 1932، ردت وولف على رسالة من الكاتب جون ليمان [الإنجليزية] حول روايتها "الأمواج" (1931) طلب منها فيها أن تكتب عن آرائها في الشعر الحديث. كانت فيرجينيا متحمسة لاقتراحه وأطلقت عليها "رسالة إلى شاعر شاب" والتي اعتقدت أنها "الأكثر روعة". تتخذ رسالتها شكل رواية رسائلية موجهة إلى ليمان، نشرت روايتها لأول مرة في أمريكا الشمالية في مجلة ييل ريفيو [الإنجليزية] في يونيو 1932، ثم نشرتها مطبعة هوغارث باعتبارها المقالة الثامنة في سلسلتها، رسائل هوغارث، والتي تتكون من 12 عنوانًا بين عامي 1931 و1933. وبعد وفاة فرجينيا وولف، أدرج ليونارد وولف الرسالة في مجموعة من المقالات المنشورة عام (1942).

## فهرس
- Olson، Liesl (2009). Modernism and the Ordinary. دار نشر جامعة أكسفورد. ISBN:978-0-19-970972-4. مؤرشف من الأصل في 2023-11-11.
- Southworth، Helen، المحرر (2012). Leonard and Virginia Woolf, The Hogarth Press and the Networks of Modernism. Edinburgh University Press. ISBN:978-0-7486-6921-9. مؤرشف من الأصل في 2023-07-22.
  - Hussey، Mark (2012). "W.H.Day Spender" had a Sister: Joan Adeney Easdale. ص. 34–. مؤرشف من الأصل في 2022-10-05.
- Woolf، Virginia (2016) [1932 Hogarth Press]. A Letter to a Young Poet. Read Books Limited. ISBN:978-1-4733-6307-6. مؤرشف من الأصل في 2023-11-11. (complete text)
- "Hogarth Press: The Series". Special Collections Department. جامعة ديلاوير Library. 2010. مؤرشف من الأصل في 2023-05-16. اطلع عليه بتاريخ 2018-04-04.
- "A Letter to a Young Poet". New York: B & B Rare Books. 2018. مؤرشف من الأصل في 2018-04-07. اطلع عليه بتاريخ 2018-04-06.